# Balkan International Basketball League
Balkan International Basketball League (BIBL) är en internationell professionell herrbasketliga, bestående av lag från Bulgarien, Makedonien, Montenegro, Rumänien, Bosnien och Hercegovina, Kroatien, Grekland, Kosovo, Israel och Serbien.

## Mästare
| Säsong    | Värdort   | Arena              | Etta                | Tvåa               | Finalresultat |
| --------- | --------- | ------------------ | ------------------- | ------------------ | ------------- |
| 2008/2009 | Samokov   | Arena Samokov      | Rilski Sportist     | Feršped Rabotnički | 84–77         |
| 2009/2010 | Sofia     | Universiadahallen  | Levski Sofia        | Lovćen             | 77–65         |
| 2010/2011 | Kavadarci | Jasmins sporthall  | Feni Industries     | Rilski Sportist    | 88–75         |
| 2011/2012 | Gan Ner   | Gan Ners sporthall | Hapoel Gilboa Galil | Levski Sofia       | 89–84         |
| 2012/2013 | Samokov   | Arena Samokov      | Hapoel Gilboa Galil | Levski Sofia       | 87–79         |